# Hyles tithymali
Hyles tithymali är en fjärilsart som beskrevs av Bell 1848. Hyles tithymali ingår i släktet Hyles och familjen svärmare. Inga underarter finns listade i Catalogue of Life.

## Bildgalleri

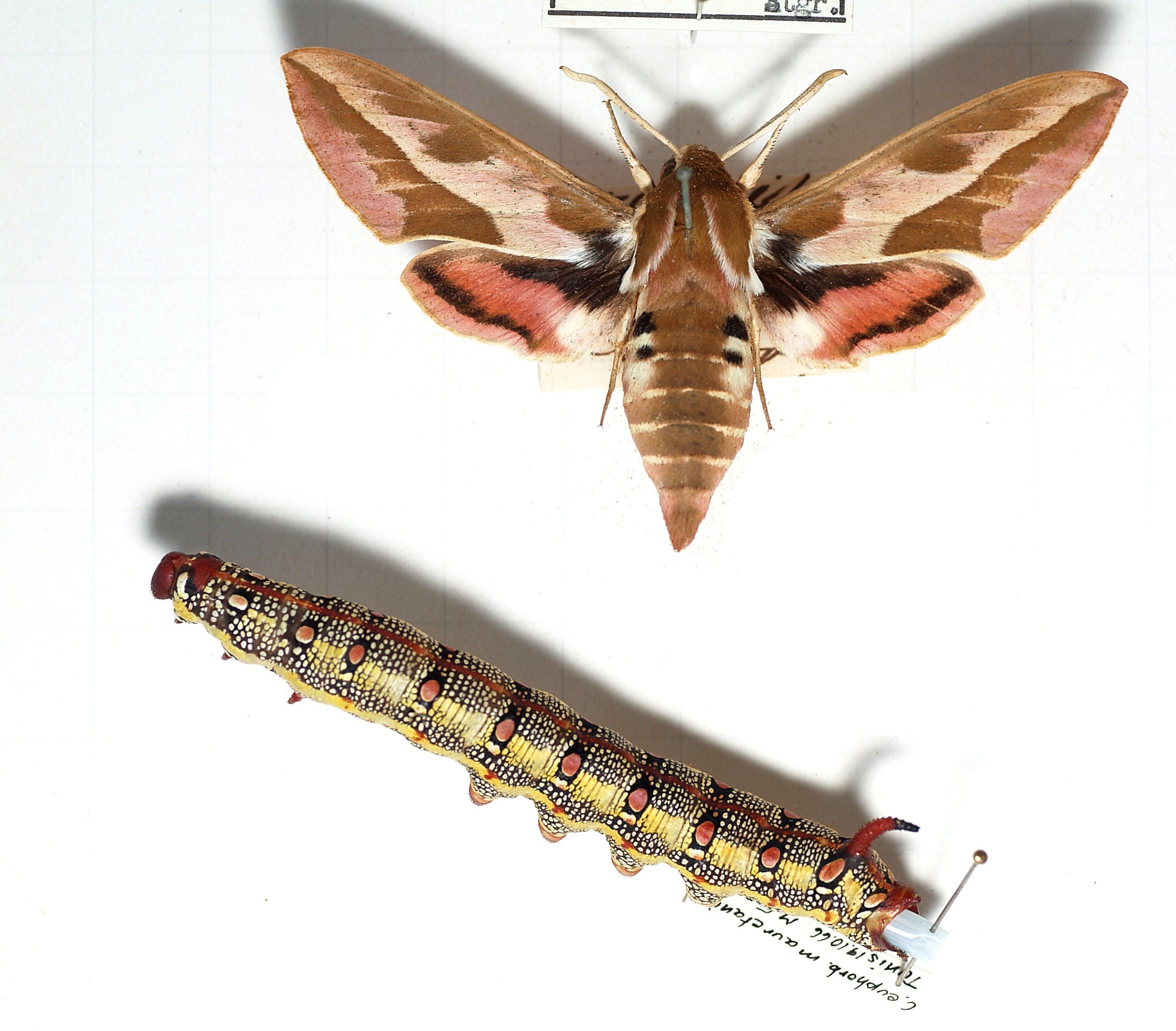
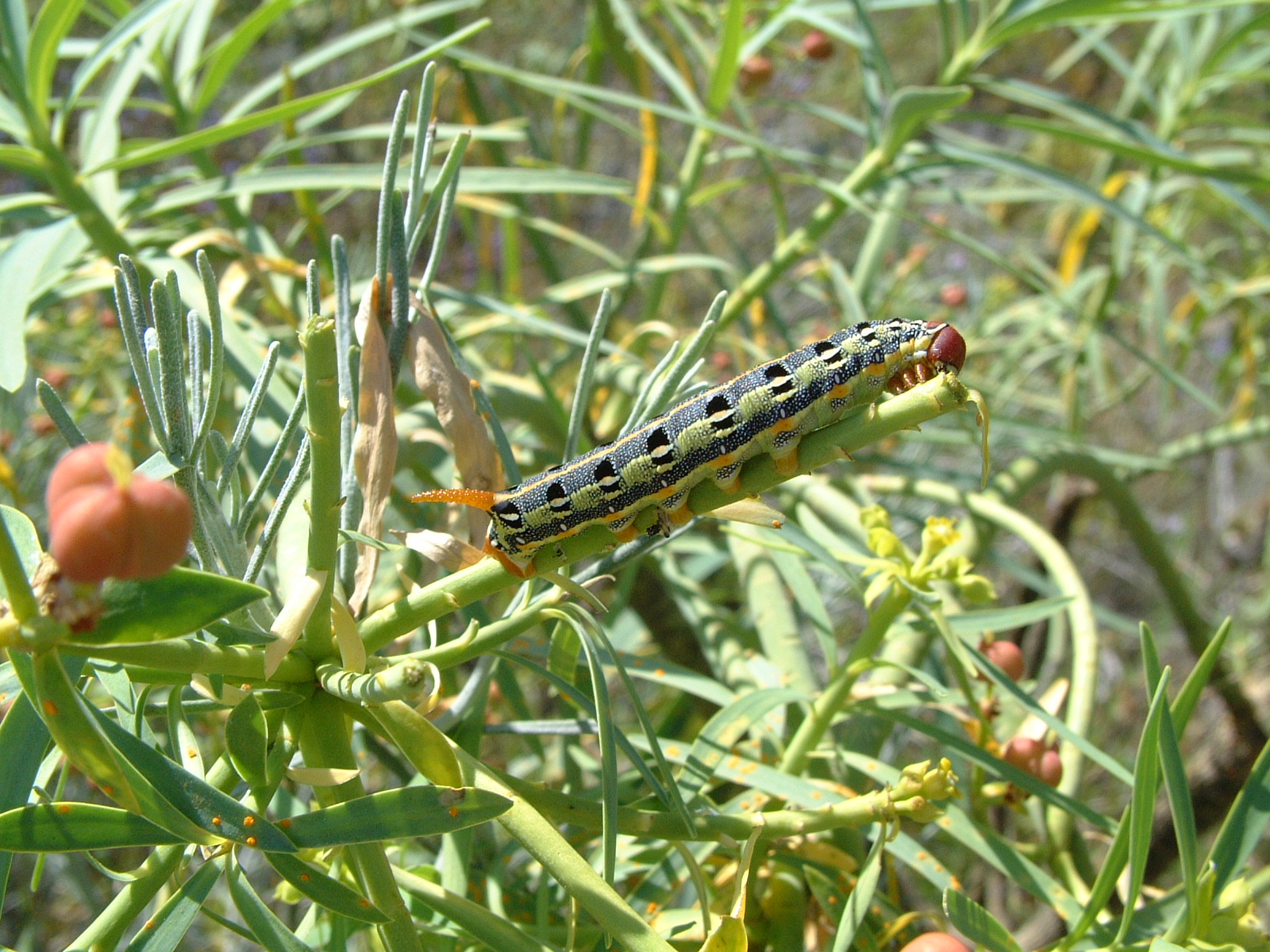
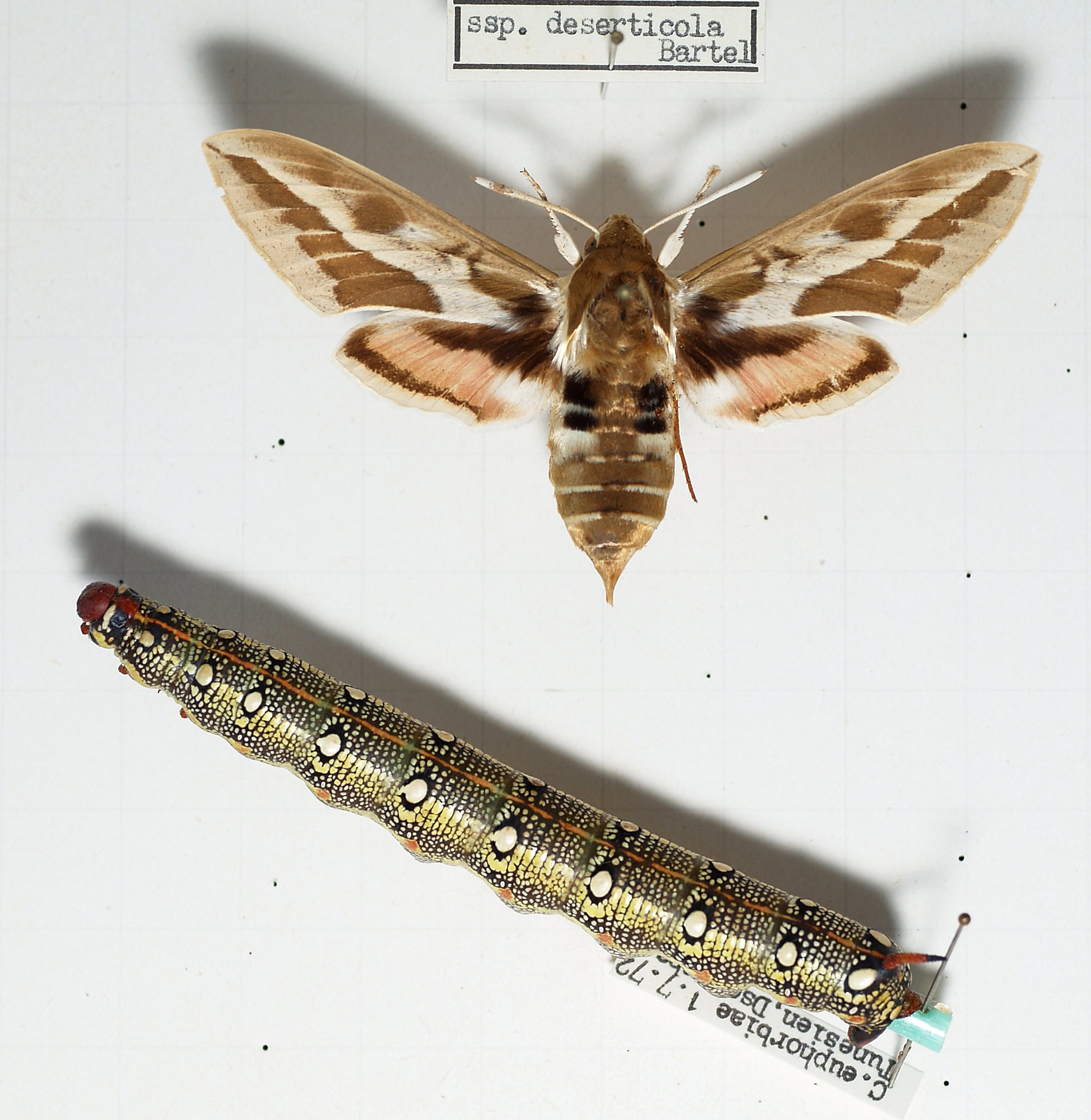